# Pantelejmon (Mutafis)
Pantelejmon, imię świeckie Stawros Mutafis (ur. 14 czerwca 1970 w Kawali) – duchowny Greckiego Kościoła Prawosławnego, od 2013 metropolita Maronei i Komotini.

## Życiorys
Święcenia diakonatu przyjął 8 września 1996, a prezbiteratu 29 września. Chirotonię biskupią otrzymał 24 lutego 2013.